# (4120) Denoyelle
(4120) Denoyelle (1985 RS4) – planetoida z grupy pasa głównego asteroid okrążająca Słońce w ciągu 5,62 lat w średniej odległości 3,16 j.a. Odkryta 14 września 1985 roku.